# Weston (Suffolk)
Pour les articles homonymes, voir Weston.
Weston est un village et une paroisse civile du Suffolk, en Angleterre.